# Chronologie de Chicago
Pour l'article principal, voir Histoire de Chicago.
La chronologie de Chicago liste les principaux événements qui jalonnent l'histoire de la ville de Chicago, aux États-Unis.

## Liste des événements par ordre chronologique

### XVIIesiècle
- 1673 >
  - Exploration de la région par Jacques Marquette[1] et Louis Jolliet ; première nuit sur les terres de la future ville.

- 1680 >
  - Le père Louis Hennepin explore les rives du Mississippi afin d'évangéliser les populations indigènes.

- 1685 >
  - Construction du fort Chécagou (sur l'emplacement de l'actuel centre de Chicago) à l'embouchure de la rivière Chicago ; Henri de Tonti envoie Pierre-Charles de Liette comme commandant du fort jusqu'en 1702.

### XVIIIesiècle
- 1700 >
  - En décembre, Augustin Le Gardeur de Courtemanche, un commandant français de la côte du Labrador et ambassadeur de la Nouvelle-France, est l'un des premiers européens à visiter le site de ce qui deviendra Chicago.
- 1770 >
  - Fondation de Chicago.

- 1779 >
  - Jean Baptiste Pointe du Sable est le premier résident permanent de Chicago[2].

- 1795 >
  - Dans une partie du traité de Greenville, une confédération indienne a accordé aux États-Unis l'acquisition d'une parcelle d'environ 16 km2 de terre à l'embouchure de la rivière Chicago[3] (représentant la majeure partie de l'actuel centre de la ville de Chicago).

### XIXesiècle
- 1803 >

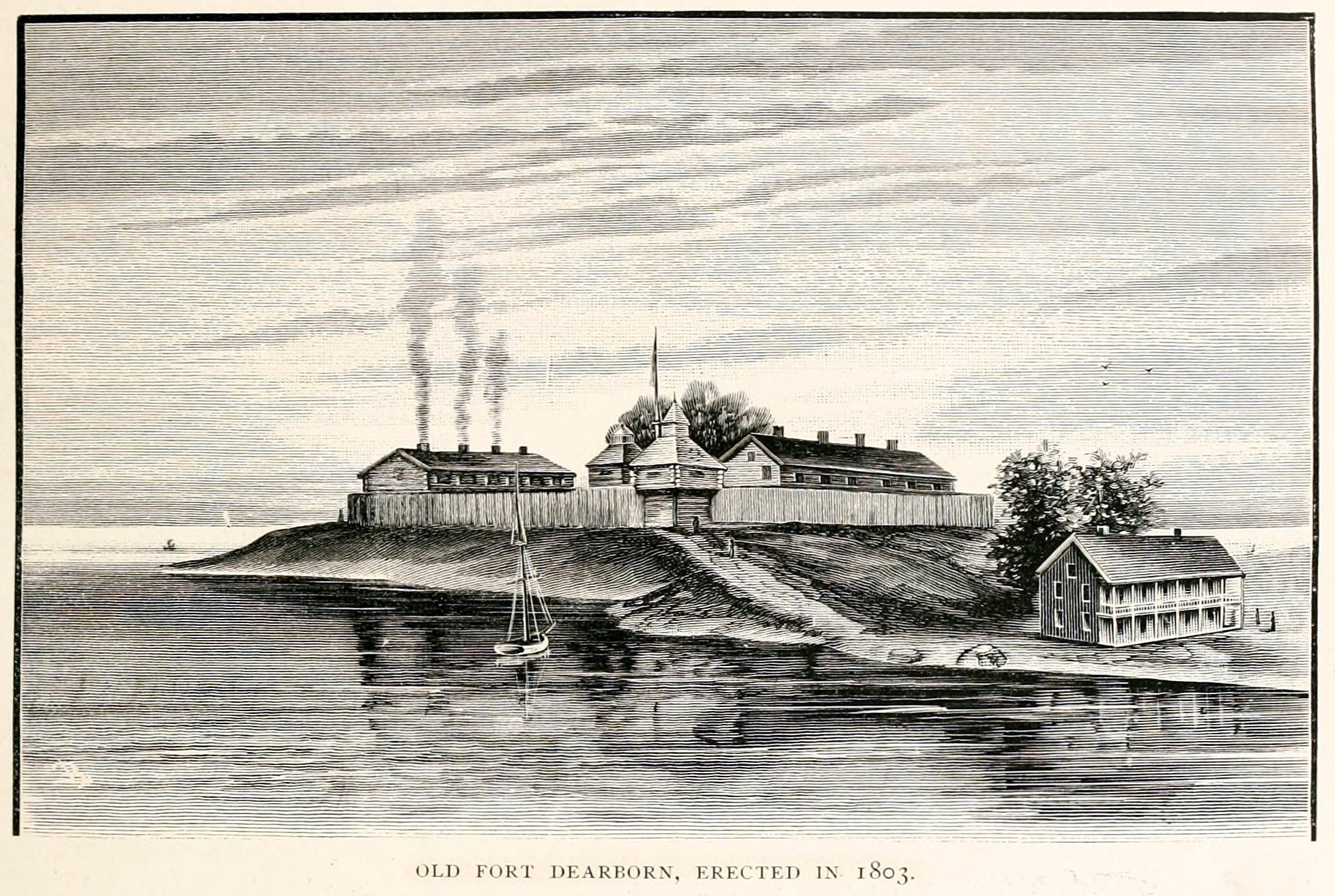
Le Fort Dearborn.

- - Construction du fort Dearborn[4] sous l'ordre du capitaine John Whistler.

- 1812 >
  - Bataille de Fort Dearborn ; affrontements entre des soldats américains et des Amérindiens Potawatomis à la suite de l'attaque du fort Dearborn par les Amérindiens.

- 1818 >
  - Le 3 décembre l'Illinois devient officiellement le 21e État des États-Unis ; il appartenait auparavant au Territoire du Nord-Ouest.

- 1832 >
  - Guerre avec la tribu amérindienne de Black Hawk ; connue sous le nom de « guerre de Black Hawk ».

- 1833 >
  - Le traité de Chicago est signé entre les États-Unis et les peuples amérindiens Odaawaa (anglicisé Outaouais), Ojibwés (anglicisé Chippewa) et Bodéwadmi (anglicisé Potawatomis) (tous les trois regroupés à travers le Conseil des Trois Feux) afin que ces derniers cèdent leurs terres pour permettre l'établissement officiel de ce qui deviendra la ville de Chicago.
  - Le 12 août Chicago signe une charte et devient une municipalité[5].
  - Population : 350 habitants.

- 1836 >

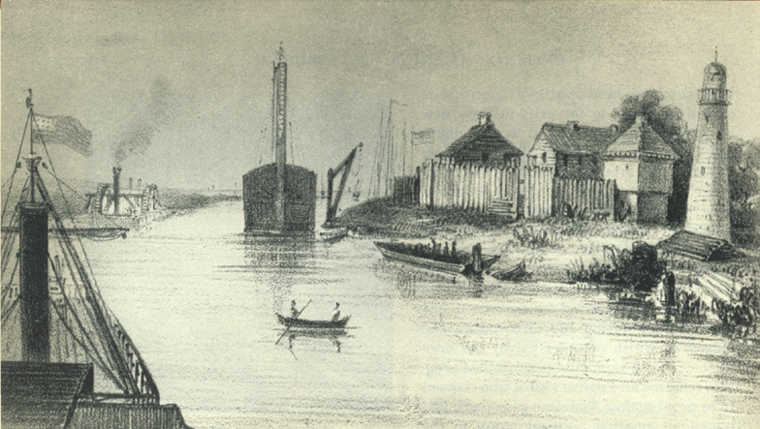
Chicago en 1838.

  - Mise en service du premier chemin de fer à Chicago et de sa première ligne (Galena & Chicago Union Railroad).

- 1837 >
  - Le 4 mars, Chicago est incorporée en tant que ville (city)[6]. Elle est désormais dirigée par un maire et divisée en six districts appelés « wards »[7].

- 1840 >
  - Population : 4 470 habitants.

- 1847 >
  - Le premier numéro du Chicago Tribune sort des presses[8].

- 1848 >
  - Creusement du canal Illinois et Michigan ; les Grands Lacs sont désormais reliés avec le golfe du Mexique par le Mississippi et le canal. Le premier train entre à Chicago, en partie en conséquence de l'ouverture du Canal Illinois et Michigan.
  - Création du Chicago Board of Trade (CBOT ; la bourse de commerce de Chicago).

- 1850 >
  - Population : 29 963 habitants.

- 1854 >

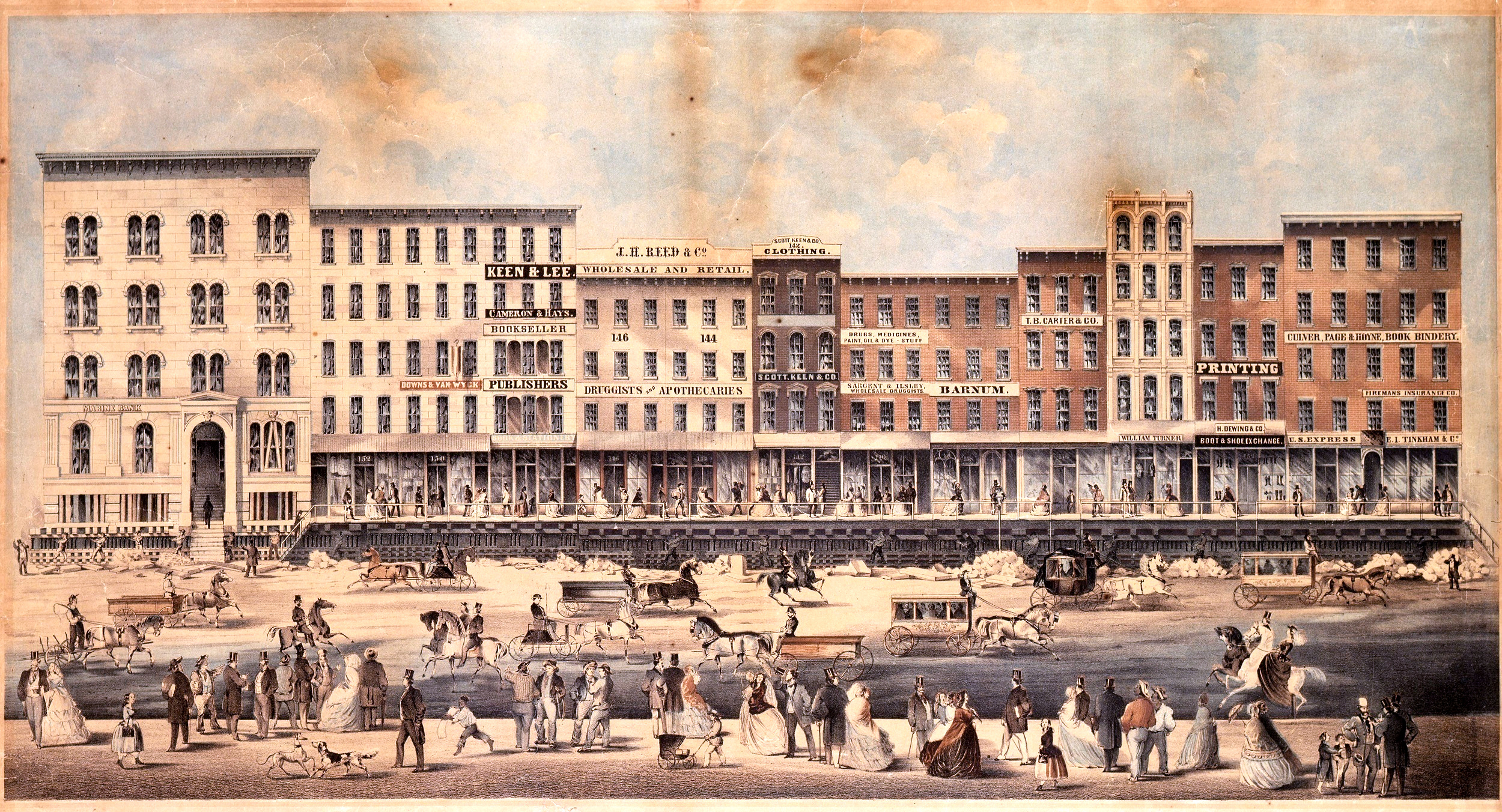
Chicago vers 1855.

  - Une épidémie de choléra touche la ville ; à cette époque, le cours de la rivière n'est pas encore inversée, et les polluants déversés dans celle-ci gagnent le lac Michigan d'où est pompée l'eau potable.

- 1855 >
  - Création du Chicago Police Department (CPD) par ordonnance du conseil municipal[9].

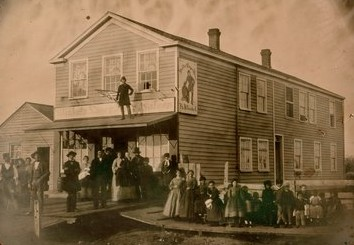
Le saloon Klinkel Hall, un débit de boissons impliqué dans les émeutes de la bière lager.

- - Le 21 avril, le maire Levi Boone mène une politique discriminatoire et prohibitionniste qui est particulièrement préjudiciable aux immigrés allemands et qui provoque des émeutes opposant White Anglo-Saxon Protestant (WASP) et immigrés catholiques, ces événements sont connus comme étant les émeutes de la bière lager[10],[11] ; cette émeute se conclut par un mort et plusieurs dizaines d'arrestations.

- 1858 >
  - Création du Chicago Fire Department (CFD) par ordonnance du conseil municipal.

- 1860 >
  - Population : 112 172 habitants.

- 1865 >

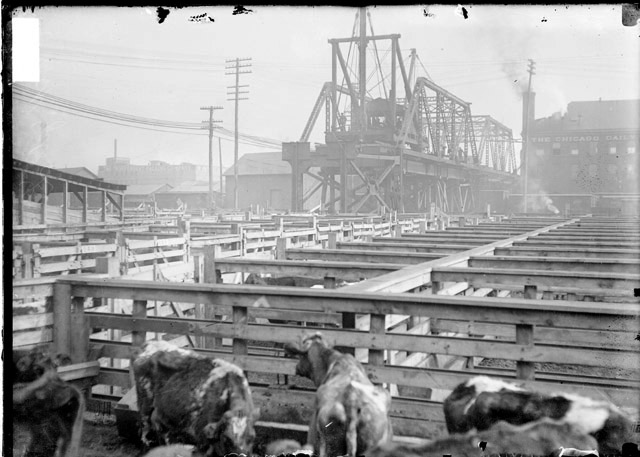
Les Union Stock Yards.

- - Les Union Stock Yards (grands abattoirs) ouvrent dans le sud de Chicago (dans l'actuel secteur de New City), attirant les immigrants par trains entiers[12].

- 1867 >
  - Construction de la Chicago Water Tower par l'architecte William W. Boyington ; château d'eau de style néogothique destiné à assainir l'eau potable.

- 1870 >
  - Population : 298 977 habitants.

- 1871 >

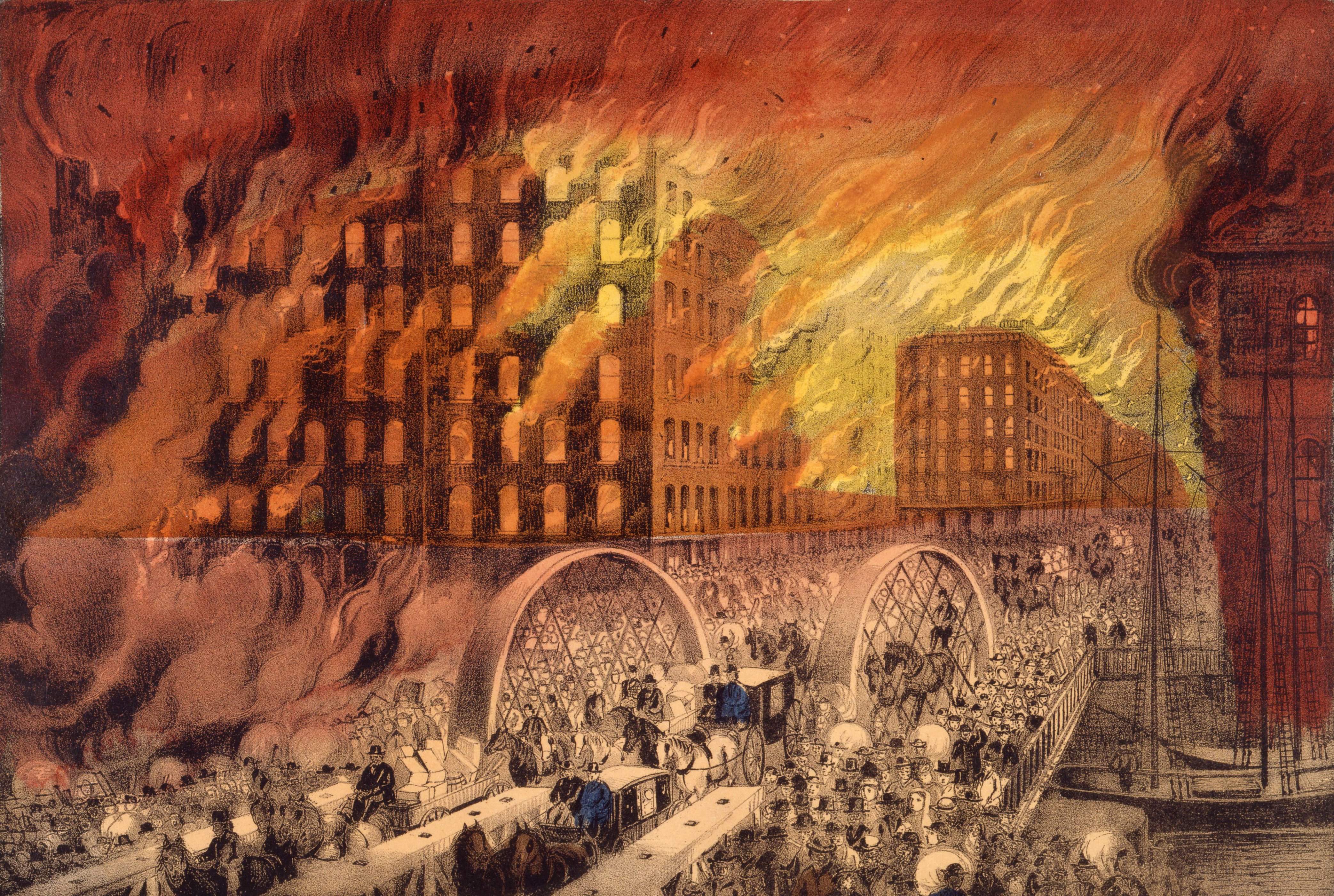
Le centre-ville est totalement dévasté à la suite du Grand incendie de 1871.

- - Entre le 8 et le 10 octobre a lieu le Grand incendie de Chicago : la ville est dévastée[13]. C'est en quelque sorte l'événement fondateur de la ville, puisqu'il va provoquer l'émergence de la fameuse École d'architecture de Chicago.

- 1872 >
  - Création de la Chicago Public Library (CPL) par ordonnance du conseil municipal ; la CPL devient l'organisme chargé de la gestion des bibliothèques municipales dans la ville. Le maire Joseph Medill a très largement contribué à sa création[14].

- 1874 >
  - Le 14 juillet a lieu le « Deuxième incendie de Chicago » ; il détruit 812 bâtiments et 20 personnes perdent la vie.

- 1876 >
  - Fondation de l'équipe de baseball des Cubs.
  - Fondation du Chicago Daily News ; le quotidien publie sa dernière édition le samedi 4 mars 1978.

- 1880 >
  - Population : 503 185 habitants.

- 1885 >
  - Construit par l'architecte William Le Baron Jenney, le Home Insurance Building (42 m) devient le tout premier gratte-ciel de l'histoire[15], exploit rendu possible en partie par l'invention de l'ascenseur et de la structure métallique.

- 1886 >

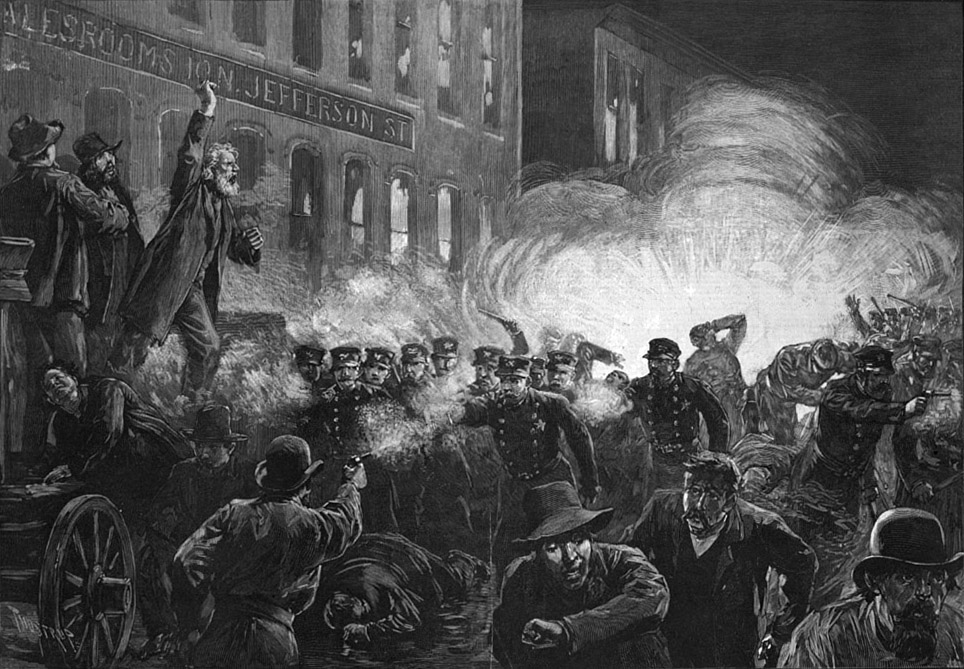
Illustration des émeutes de Haymarket Square.

- - Le 1er mai débute la Grève des usines McCormick, lorsque les ouvriers réclament la journée de travail de huit heures et une meilleure rémunération. Des affrontements se produisent et font soixante blessés et sept morts (Massacre de Haymarket Square)[16].

- 1887 >
  - Le vendredi 11 novembre, quatre des huit militants de gauche (socialistes et anarchistes) arrêtés après l'explosion d'une bombe lors du rassemblement politique de Haymarket Square sont exécutés par pendaison ; cet événement est connu comme le Black Friday (« vendredi noir »).

- 1889 >
  - Fondation de la Hull House par les réformatrices sociales et militantes Jane Addams et Ellen Gates Starr ; il s'agit de la première maison du genre aux États-Unis[17].
  - Le 29 juin, les habitants des civil townships incorporés de Hyde Park Township, Lake View Township, Jefferson Township et Lake Township votent par référendum pour l'annexion de ces derniers à la ville de Chicago[18].

- 1890 >
  - Population : 1 099 850 habitants.

- 1892 >
  - Le 1er octobre, l'université de Chicago ouvre ses portes et donne ses premiers cours[19].
  - Le 6 juin, inauguration de la mise en service du métro de Chicago[20].
  - Construit par John Wellborn Root, le Temple maçonnique de Chicago (92 m) devient le plus haut gratte-ciel du monde jusqu'en 1894. Le bâtiment fut détruit en 1939.

- 1893 >

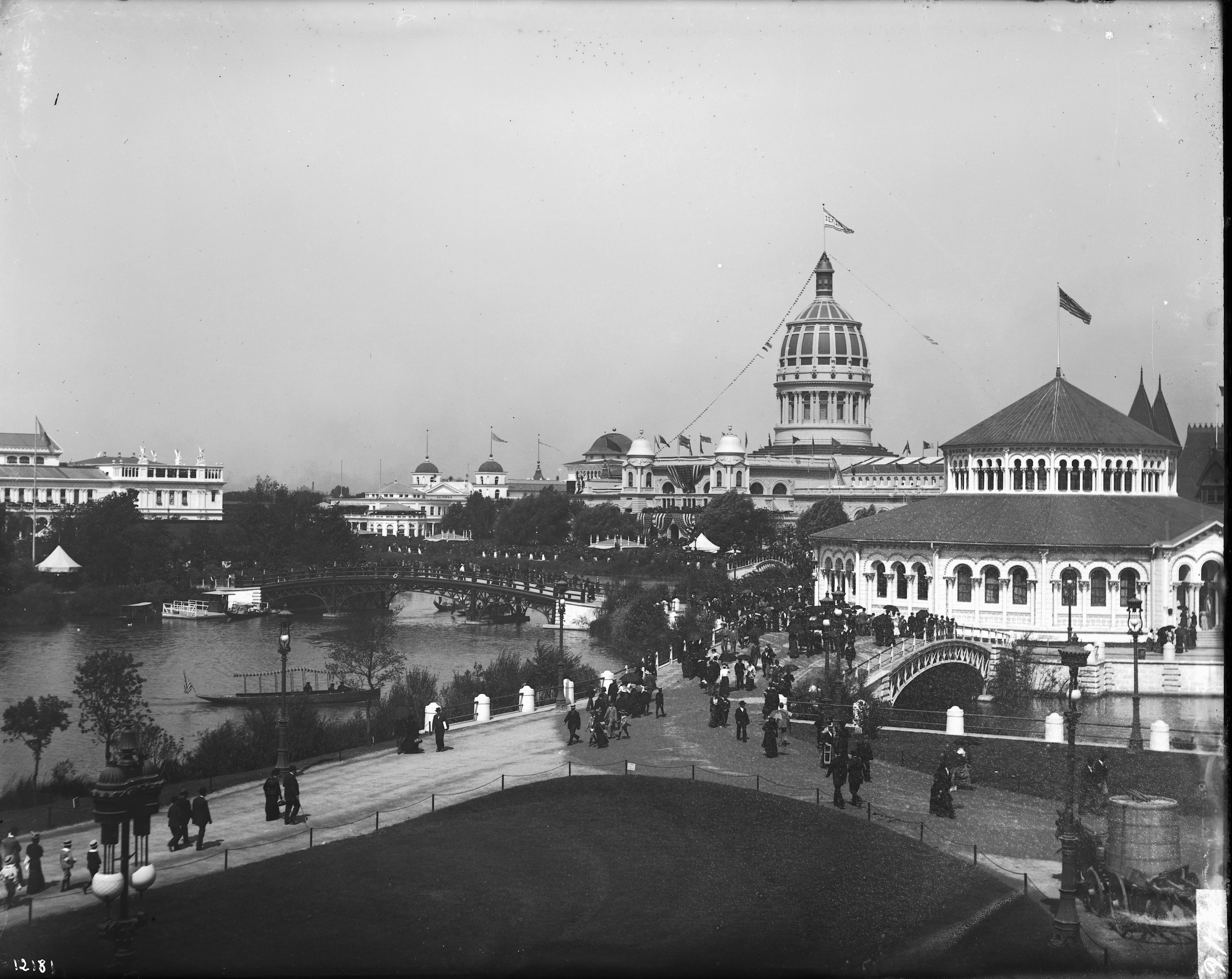
L'Exposition universelle de 1893.

- - Du 1er mai au 30 octobre, ouverture de l'Exposition universelle de 1893 (World's Columbian Exposition) à Jackson Park et invention de la grande roue par George Washington Gale Ferris Jr. ; l'exposition attire 27 millions de visiteurs en 1893[21].
  - Le 28 octobre, le maire de Chicago Carter Harrison, Sr. est assassiné à son domicile.

- 1894 >
  - La Grève Pullman débute le 11 mai quand environ 3 000 employés de la Pullman Company entament une grève sauvage, en réaction à des baisses de salaire, ce qui paralyse entièrement le trafic ferroviaire dans tout l'ouest de Chicago[22].

- 1896 >
  - Le 9 juillet, la Convention nationale démocrate se déroule au Chicago Coliseum où William Jennings Bryan délivre le Discours de la Croix d'or.

- 1897 >
  - Afflux massif des immigrants européens en provenance d'Irlande, d'Allemagne, de Pologne, d'Italie, du Royaume-Uni, de Suède et de Russie.

- 1900 >

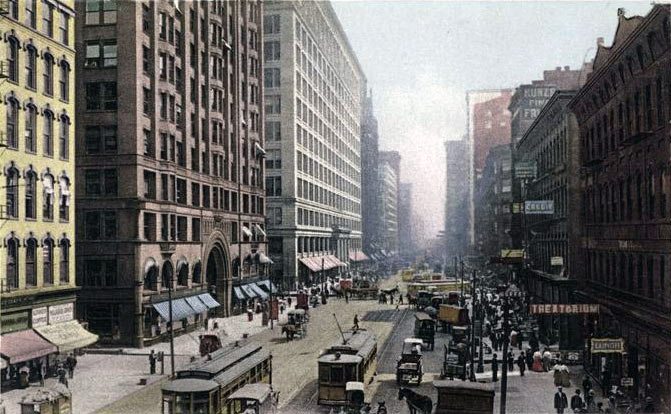
State Street en 1907.

  - Détournement du cours de la rivière Chicago, afin d'assainir les ressources en eau potable de la ville[23].
  - Fondation de l'équipe de baseball des White Sox.
  - Population : 1 698 575 habitants.

### XXesiècle
- 1908 >
  - Les Cubs gagnent la Série mondiale de baseball.

- 1909 >

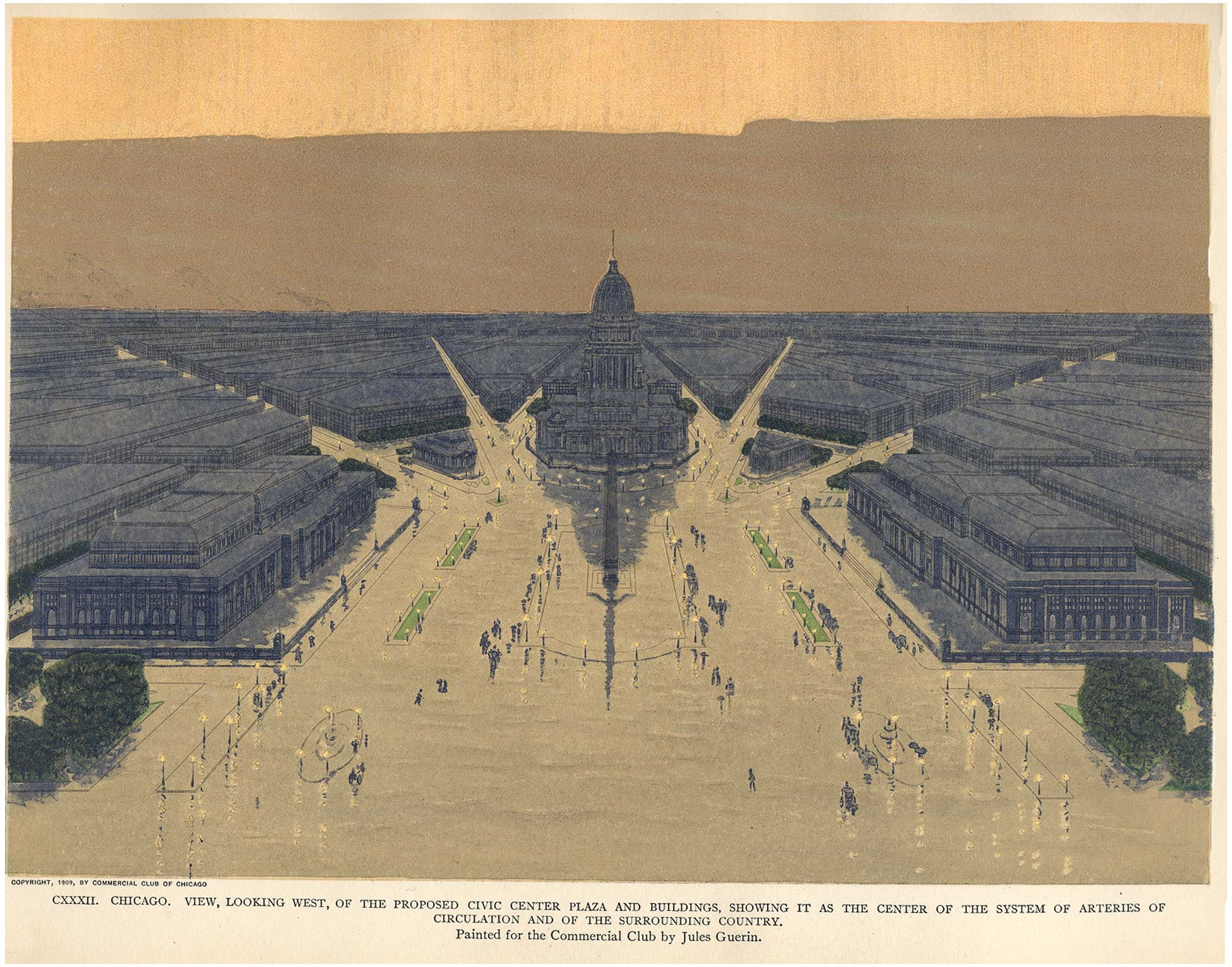
Croquis d'un des projets du Plan Burnham.

- - Les architectes-urbanistes Daniel Burnham et Edward H. Bennett sont chargés par la municipalité de Chicago d'un vaste plan d'embellissement de la ville ; ce projet urbain est connu sous le nom de Plan Burnham[24] (aussi appelé « Plan de Chicago de 1909 »).

- 1910 >
  - Population : 2 185 283 habitants.

- 1911 >
  - Le 27 février, inauguration du nouvel hôtel de ville de Chicago ; conçu dans le style néo-classique, le bâtiment est l'œuvre de la firme d'architectes Holabird and Root.

- 1913 >
  - Du 7 au 10 novembre, une tempête extratropicale dont les vents ont atteint la violence d'un cyclone tropical frappe le bassin des Grands Lacs faisant de nombreux dégâts.
  - Inauguration du réseau de tramways de Chicago.

- 1915 >
  - Le 24 juillet, le navire de croisière à vapeur S.S. Eastland, ayant pour port d'attache Chicago, chavire avec 2 500 personnes à bord dans la rivière Chicago[25], alors qu'il est encore amarré au quai ; 845 personnes perdent la vie dans ce naufrage[25].
  - L'homme d'affaires John Daniel Hertz fonde la Yellow Cab Company qui donne naissance aux célèbres taxis jaunes.

- 1917 >
  - Le 25 mars, mise en service du premier autobus.
  - Le 4 avril, le conseil municipal adopte le drapeau municipal proposé par la commission ; le drapeau est conçu par Wallace Rice[26].

- 1919 >

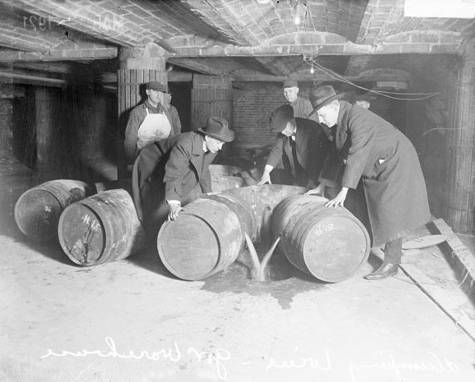
Agents fédéraux détruisant des barils d'alcool.

- - Début de la prohibition et des crimes organisés pour le contrôle du marché illégal d'alcool. Al Capone, gangster impitoyable de Chicago règne en maître sur le trafic d'alcool[27].
  - Le scandale des Black Sox éclate et met en lumière huit joueurs de l'équipe des White Sox impliqués dans une affaire de corruption.

- 1920 >
  - Population : 2 701 705 habitants.

- 1922 >
  - Fondation de l'équipe de football américain des Bears.

- 1925 >
  - Inauguration de la Tribune Tower (141 m) ; avec son architecture néogothique, elle devient l'un des édifices les plus emblématiques de la ville de Chicago. Elle abrite le siège du journal Chicago Tribune.

- 1926 >
  - Fondation de l'équipe de hockey sur glace des Blackhawks.

- 1929 >
  - Le 14 février a lieu le massacre de la Saint-Valentin : sept gangsters du North Side Gang sont tués par des hommes de Capone déguisés en policiers[28].
  - Formation des Incorruptibles, groupe d'agents spéciaux dont la mission est de lutter pour faire respecter la prohibition dans la ville de Chicago, lutter contre la corruption, et faire tomber l'organisation de Capone[29].
  - Au cours de l'année, la guerre des gangs fait 27 morts dans toute la ville, un record pour l'époque[30].

- 1930 >
  - 17 avril, mise en service du premier Trolleybus.
  - Population : 3 376 438 habitants.

- 1931 >
  - Le chef des Incorruptibles Eliot Ness fait tomber Capone qu'il accuse de vingt-deux cas de fraudes fiscales et d'environ 5 000 violations du Volstead Act.
  - Le 17 octobre, Al Capone est condamné à onze années de prison qu'il purgera à partir de 1932.

- 1933 >
  - Le 15 février, le maire de Chicago Anton Cermak est assassiné par Giuseppe Zangara pendant sa visite en Floride.

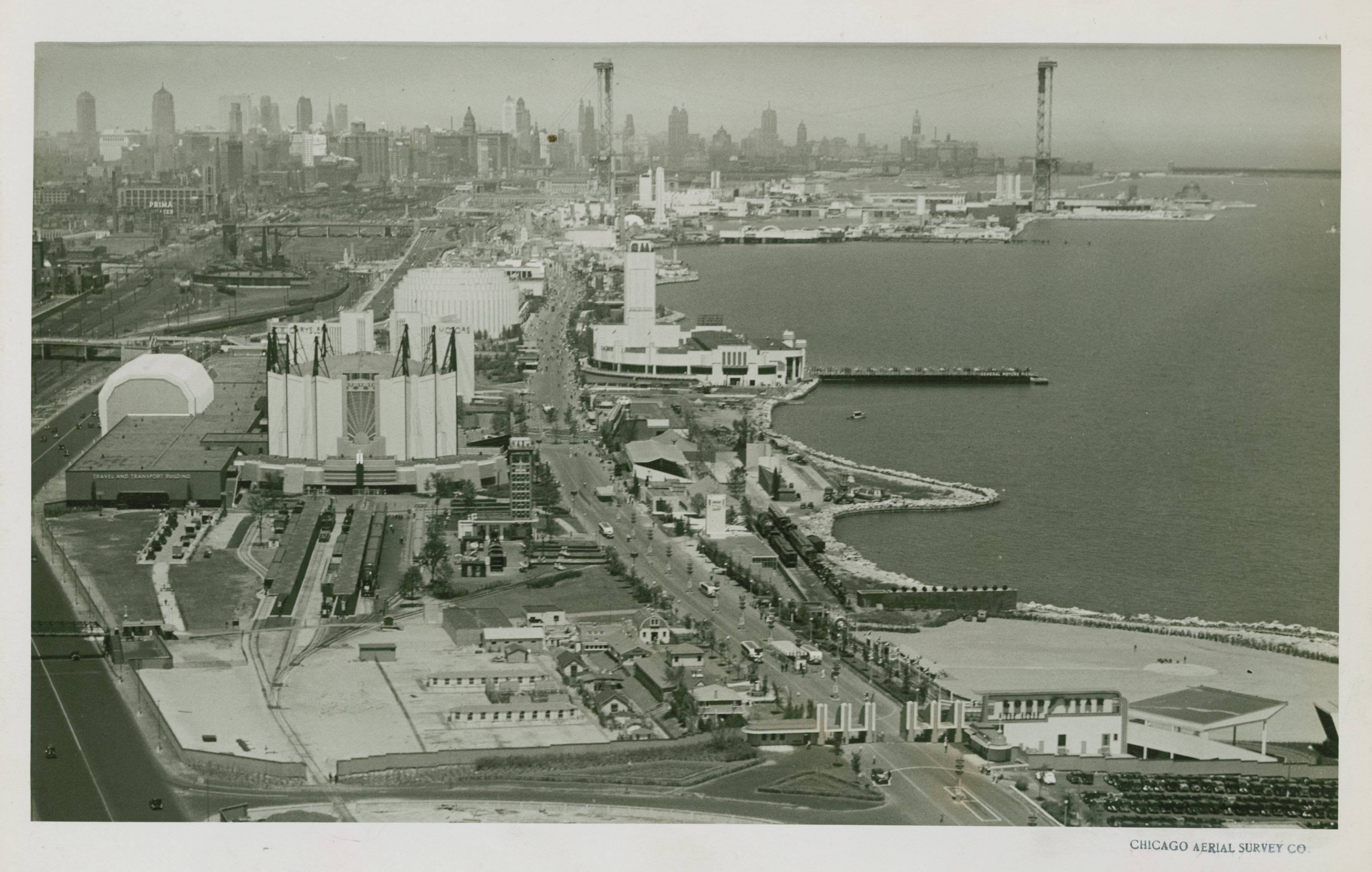
Vue aérienne de l'Exposition universelle de 1933.

- - Du 27 mai au 1er novembre, ouverture de l'Exposition universelle de 1933 (Century of Progress) ; le Sky Ride est la grande attraction de cette exposition.

- 1934 >
  - Le 22 juillet, John Dillinger, bandit notoire et auteur de nombreux braquages de banque, de meurtres de policiers et de plusieurs évasions est tué par la police au cours d'une fusillade devant le Biograph Theater, dans le secteur de Lincoln Park[31].
  - Création du Chicago Park District à la suite de la fusion des 22 districts des parcs existants[32].

- 1940 >
  - Population : 3 396 808 habitants.

- 1942 >
  - Première réaction nucléaire à l'université de Chicago avec la création de la Chicago Pile-1 dans le cadre du projet Manhattan ; naissance de la bombe atomique.

- 1947 >

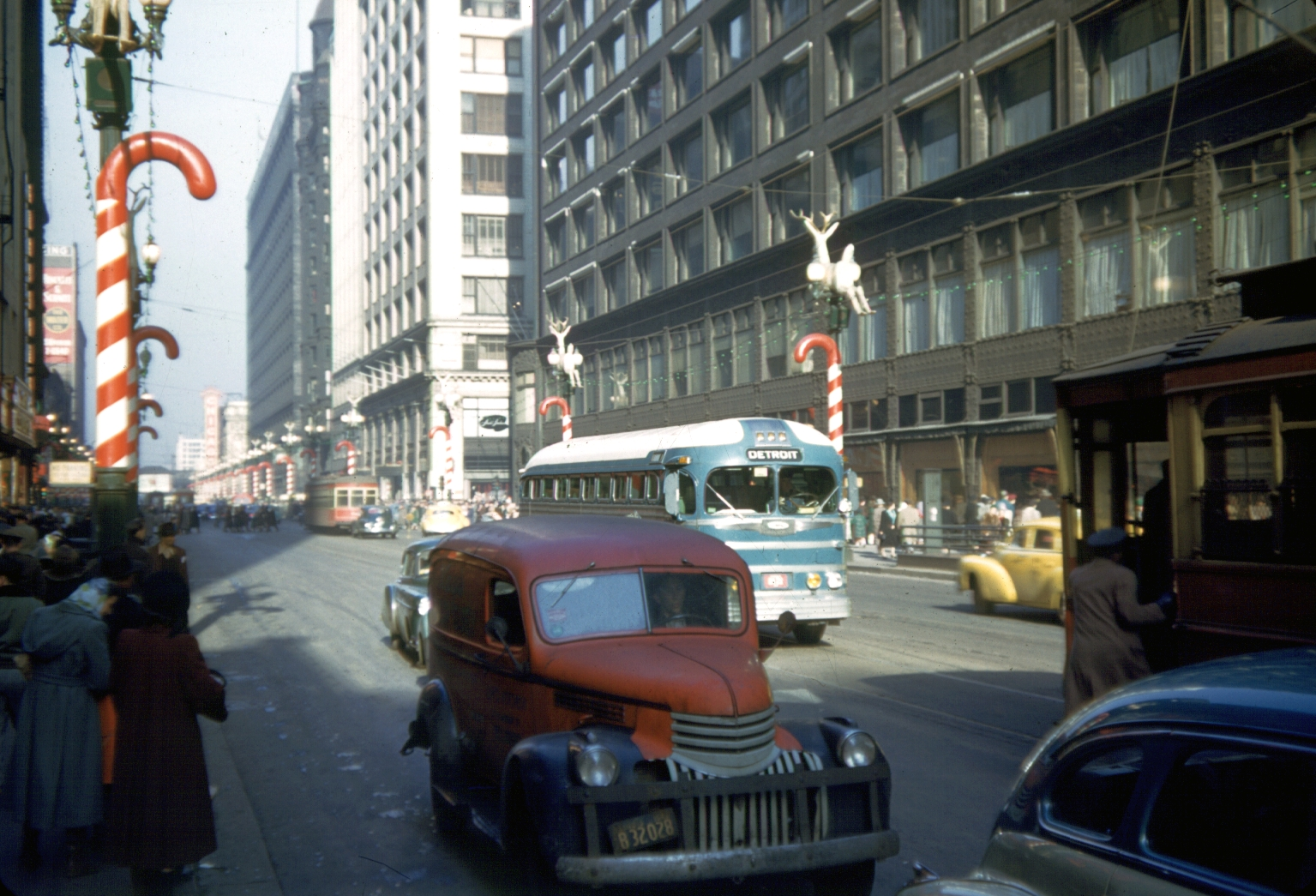
State Street en 1949.

  - Création le 1er octobre de la Chicago Transit Authority (CTA), à la suite de l'achat et de la fusion des entreprises de transport du Chicago Rapid Transit (CRT) et du Chicago Surface Lines (CSL)[33].

- 1948 >
  - Fondation du Chicago Sun-Times[34].

- 1950 >

Centre de Chicago en 1950.

  - Population : 3 620 962 habitants ; un record jamais dépassé dans l'histoire de la ville ; la population décroît jusqu'en 1990.

- 1955 >
  - Richard J. Daley est élu maire de Chicago et conserve cette position jusqu'à sa mort en 1976. Il est considéré aux États-Unis comme le « dernier boss des grandes villes »[35], expression faisant allusion à sa façon de diriger la ville d'une main de fer.
  - Le premier McDonald's ouvre ses portes à Des Plaines, en banlieue de Chicago.
  - L'aéroport international O'Hare est agrandi et propose désormais des vols commerciaux.

- 1958 >
  - Le 1er décembre, un incendie se déclare à l'école catholique de Notre-Dame des Anges[36] ; un total de 92 élèves et trois religieuses perdent alors la vie.

- 1959 >
  - Au mois de juillet, une foire internationale se tient à Chicago.

- 1960 >
  - Population : 3 550 404 habitants.

- 1966 >
  - Fondation le 26 janvier de l'équipe de basketball des Bulls.

- 1967 >
  - Le 26 janvier, une tempête de neige majeure touche la région de Chicago ; 58 cm de neige tombent sur Chicago et sa banlieue. Cette tempête est à ce jour la plus importante dans l'histoire de la ville[37]. 800 bus de la CTA et 50 000 véhicules sont abandonnés sur les routes.

- 1968 >
  - La Convention nationale démocrate de 1968 se tient à l'International Amphitheatre[38] de Chicago.
  - Le 4 avril, des émeutes éclatent dans les ghettos afro-américains des quartiers sud de la ville à la suite de l'assassinat de Martin Luther King[39].

- 1969 >
  - Inauguration du John Hancock Center (345 m) ; il est à ce jour l'un des plus hauts immeubles du continent américain.

- 1970 >
  - Population : 3 366 957 habitants.

- 1973 >
  - Inauguration de la Sears Tower (442 m) ; il est le plus haut bâtiment du monde jusqu'en 1998 et des États-Unis jusqu'en 2013[40].

- 1977 >
  - Le 4 février, l'accident le plus meurtrier du métro de Chicago se produit lorsque deux rames entrent en collision à hauteur de l'arrêt Randolph/Wabash ; onze personnes trouvent la mort et cent quatre-vingt passagers sont blessés[41].
  - Création et inauguration du marathon de Chicago.

- 1979 >
  - Les 13 et 14 janvier une tempête de neige majeure touche la région de Chicago, paralysant les transports en commun[42].

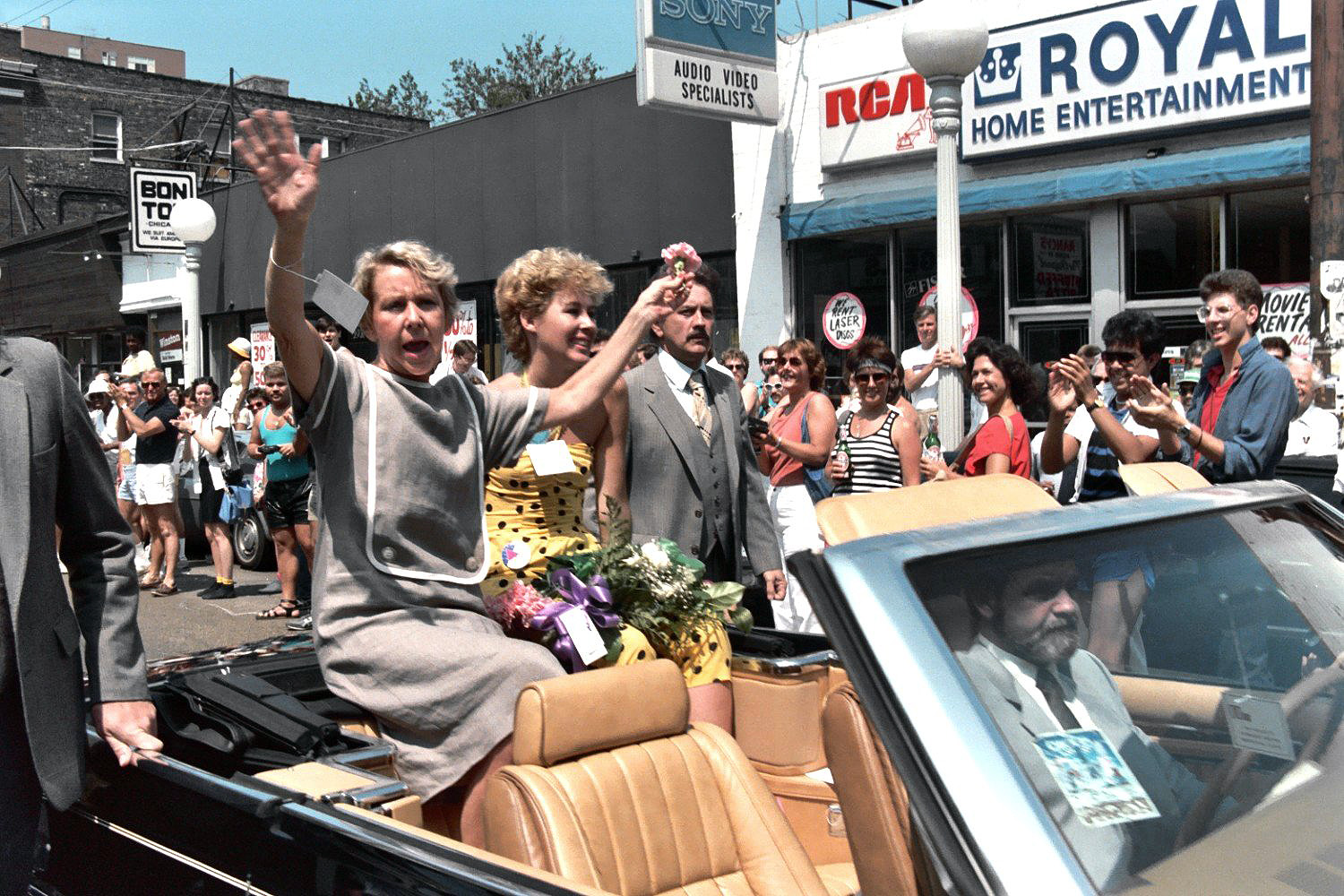
Jane Byrne, première femme maire de Chicago.

- - Le 16 avril, Jane Byrne devient la première femme maire de Chicago[43].
  - Le 25 mai, le McDonnell Douglas DC-10 assurant le vol American Airlines 191 s'écrase à la suite du détachement de l'avion du moteur numéro 1 peu après son décollage de l'aéroport international O'Hare. Ce crash tue les 271 occupants de l'avion et deux personnes au sol.

- 1980 >
  - Population : 3 005 072 habitants.

- 1983 >
  - Harold Washington devient le premier maire d'origine afro-américaine de Chicago[44] ; il meurt d'une crise cardiaque dans son bureau à l'hôtel de ville en 1987.

- 1989 >
  - Le démocrate Richard M. Daley est élu maire. Il est réélu en 1991, 1995, 1999, 2003 et 2007.

- 1990 >
  - Population : 2 783 911 habitants.

- 1992 >

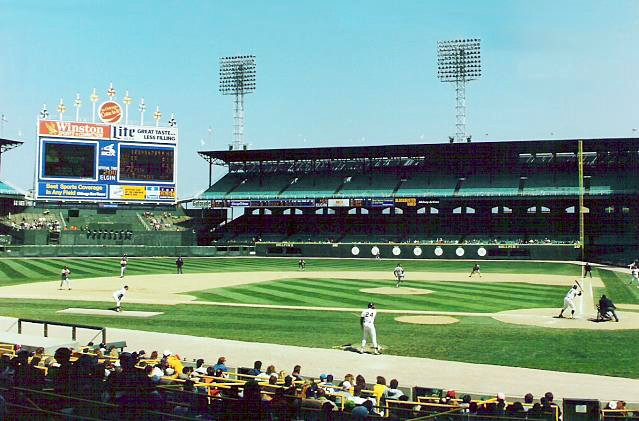
Dernier match de baseball avant la démolition du Comiskey Park en 1991.

  - Le 13 avril se produit l'inondation de Chicago ; le sous-sol du secteur du Loop se retrouve noyé quand six cents millions de litres d'eau se déversent dans les tunnels de transport en commun à la suite de l'effondrement d'un mur de soutènement[45].

- 1994 >
  - Chicago accueille les premiers championnats du monde de football se déroulant sur le territoire des États-Unis.

- 1995 >
  - Un événement climatique extrême touche Chicago à l'été 1995 et dont l'intensité est plus forte en juillet. Le mercure oscille entre 40 °C et 45 °C, accompagné d'une humidité incroyablement élevée entraînant des indices de chaleur (indice combinant les effets de la température ambiante et de l’humidité relative de l'air, semblable à l'humidex, qui donne une température équivalente ressentie).

- 1997 >
  - Le conseil municipal de la ville approuve un texte de loi qui décline toute responsabilité de la vache de Catherine O'Leary dans la propagation du Grand incendie de Chicago de 1871, mettant fin à plus d'un siècle de brimades[46],[47].

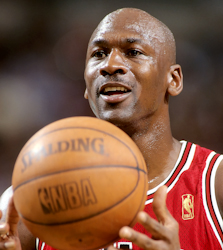
Michael Jordan lors d'un match des Bulls.

- - Emmenés par l’entraîneur Phil Jackson et Michael Jordan, les Bulls de Chicago remportent 69 matchs durant cette année, le deuxième meilleur bilan de l’histoire avec les Lakers de Los Angeles en 1972[48].
  - Fondation le 8 octobre de l'équipe de soccer professionnel du Chicago Fire Football Club.

- 1998 >
  - L'équipe des Bulls remporte 62 matchs durant cette saison[49] et gagnent les championnats de 1998.

- 2000 >
  - Population : 2 896 016 habitants.

### XXIesiècle
- 2002 >
  - Une barrière électrique est mise sous tension dans le canal sanitaire de Chicago pour éviter que l'invasion de la carpe asiatique (remontant le Mississippi) n'atteigne un jour le lac Michigan et mette en danger l'écosystème des Grands Lacs.

- 2004 >

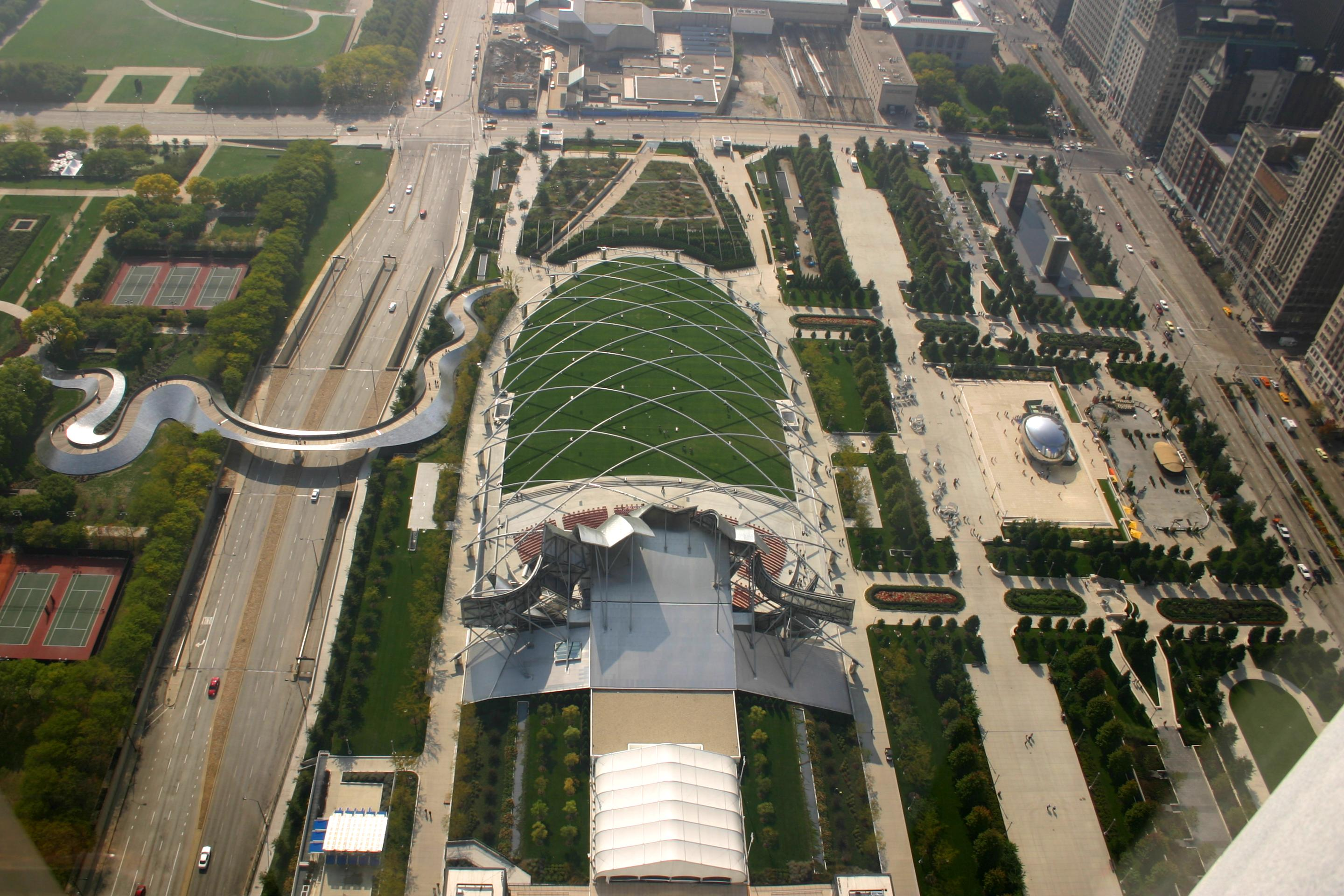
Le Millennium Park.

- - Inauguration du Millennium Park le 16 juillet après cinq ans de travaux.

- 2005 >
  - L'équipe des White Sox remporte le championnat du monde de baseball, un événement qui ne s'était pas produit depuis quatre-vingt-huit ans.

- 2006 >
  - Le 25 juin, la Chicago Transit Authority inaugure la ligne rose du métro de Chicago. La nouvelle ligne offre un accès rapide qui connecte le centre-ville jusqu'aux quartiers ouest de la ville, et plus précisément jusqu'à la station 54th/Cermak.

- 2007 >

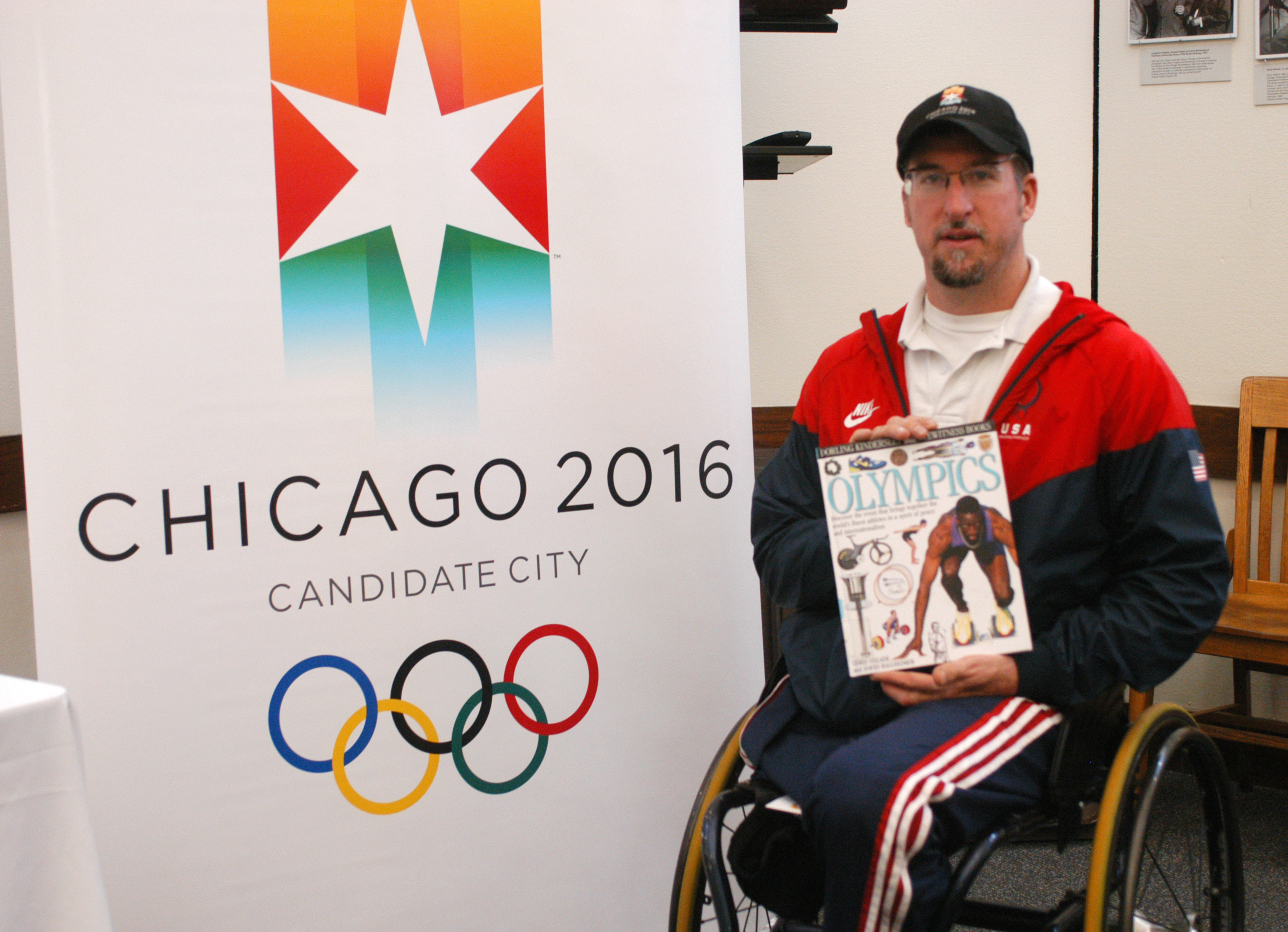
Chicago, ville candidate pour les JO 2016.

- - Le 16 mai, la ville de Chicago est sélectionnée par le Comité international olympique (C.I.O) comme l'une des quatre villes candidates officielles à l'organisation des Jeux olympiques d'été de 2016[50]. Ses concurrentes sont Madrid, Rio de Janeiro et Tokyo[51]. Malgré le soutien de nombreuses personnalités influentes, Chicago est éliminée dès le premier tour.
  - Fondation de l'équipe de soccer féminin professionnel des Red Stars.

- 2008 >
  - Barack Obama, sénateur de l'Illinois, remporte la primaire démocrate pour la candidature à l'élection présidentielle le 27 août 2008. Opposé au républicain John McCain, il remporte 52,9 % des voix et devient le 44e président des États-Unis. Il fête sa victoire à Grant Park devant des milliers de personnes.

- 2009 >
  - Le 20 janvier, Obama prête serment et rentre officiellement à la Maison-Blanche ; il nomme Joe Biden vice-président.
  - En juillet, la Sears Tower, emblème de la ville et plus haut immeuble des États-Unis (1973-2013), change de propriétaire et s'appelle désormais « Willis Tower ».
  - Inauguration de la Trump International Hotel and Tower (423 m) ; il est l'un des plus hauts immeubles du continent américain et le deuxième de la ville.

- 2010 >
  - Population : 2 695 598 habitants[52].

- 2011 >

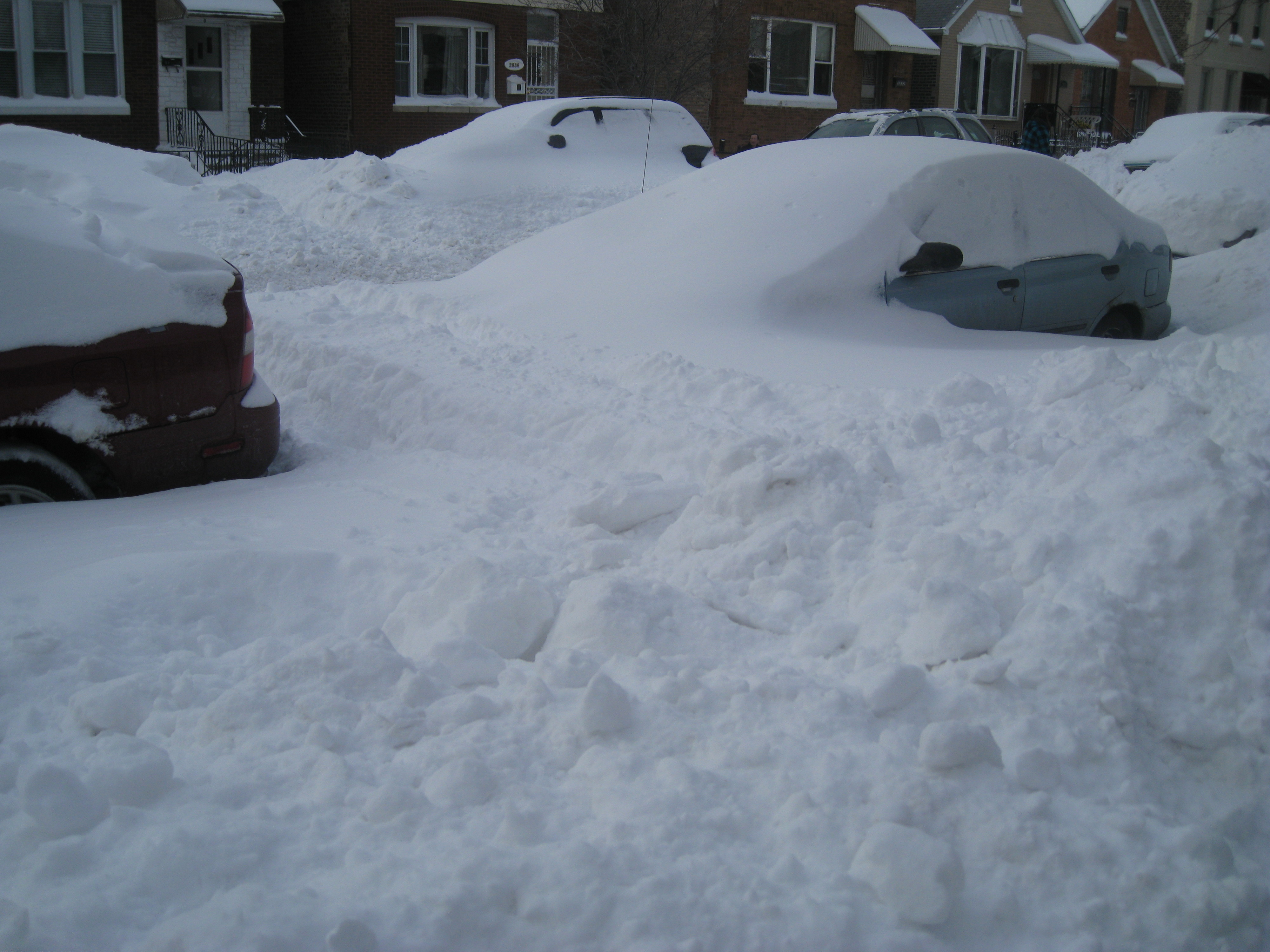
Une rue du secteur de Bridgeport, après le passage du blizzard en 2011.

- - Le 1er février, une tempête de neige majeure s'abat sur la ville[53].
  - Le 22 février, Rahm Emanuel remporte les élections municipales de Chicago avec 55 % des voix[54]. Il succède le 16 mai 2011 à Richard M. Daley en prenant ses fonctions de maire de Chicago. Richard M. Daley sera resté à la tête du gouvernement de Chicago durant 22 ans.

- 2012 >
  - Les 20 et 21 mai, Chicago accueille le 23e sommet de l'OTAN réunissant les chefs d'État et de gouvernement des pays membres de l'Organisation du traité de l'Atlantique nord[55].
  - D'après un rapport du Chicago Convention and Tourism Bureau, la ville a attiré au cours de l'année environ 46,2 millions de touristes arrivant de toute la nation et de l'étranger[56] ; ces visiteurs ont rapporté 12,8 milliards de dollars à l'économie de Chicago[57].

- 2015 >

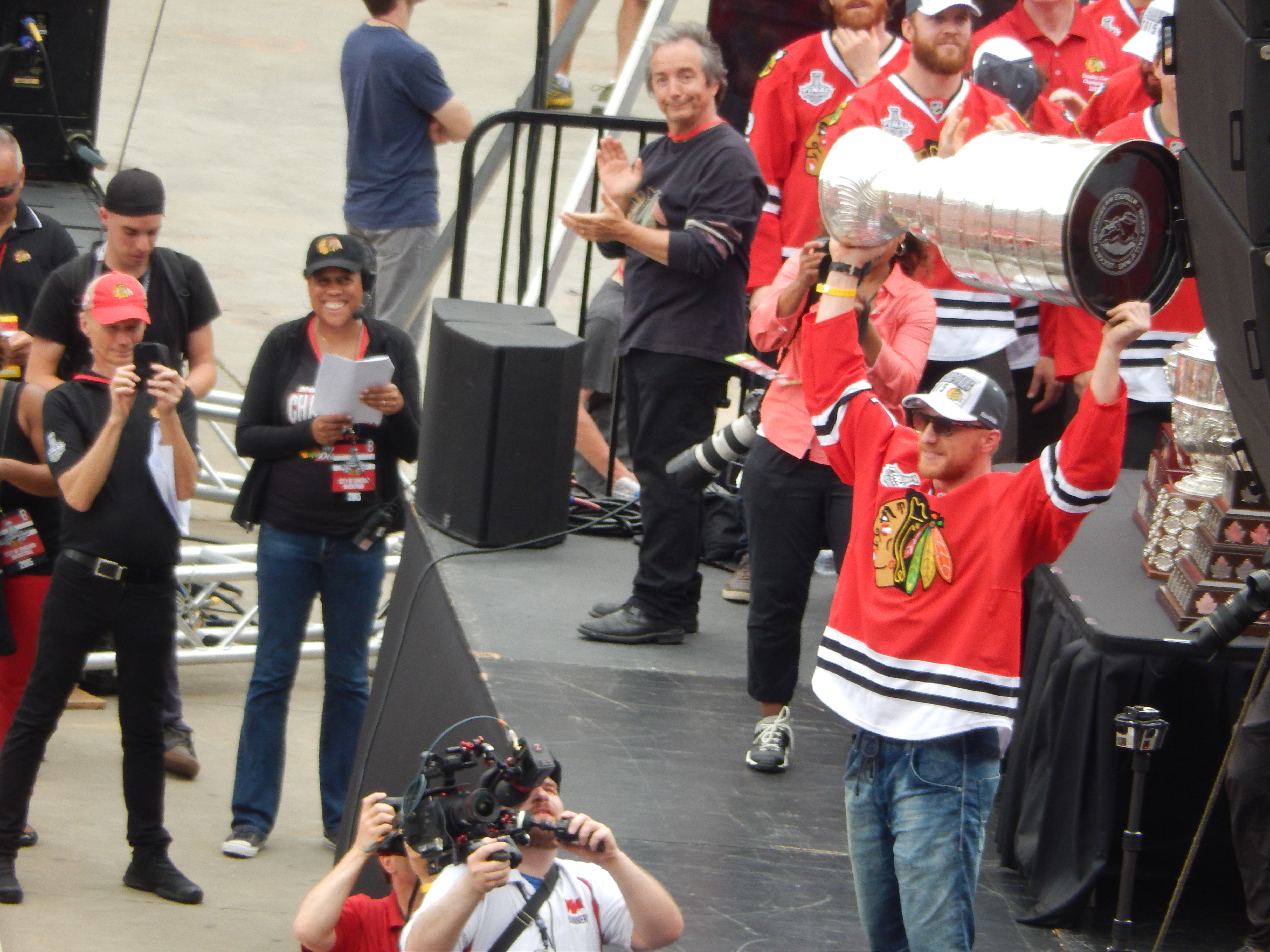
Les Blackhawks remportent leur troisième Coupe Stanley.

- - L'équipe des Blackhawks remporte sa troisième Coupe Stanley en six ans lors de la 88e saison de hockey sur glace de la LNH.

- 2016 >
  - Le 16 juin, l'entreprise McDonald's annonce déménager son siège social d'Oak Brook à Chicago (dans le quartier de West Loop).
  - Le groupe ConAgra Foods déménage son siège d'Omaha au Merchandise Mart.
  - Le 2 novembre, l'équipe des Cubs de Chicago remporte la série mondiale 2016.

- 2019 >
  - Le 20 mai, Lori Lightfoot est élue maire de la ville[58]. Elle est la première maire homosexuelle et la première femme maire noire de Chicago[59].

- 2020 >
  - Le 16 mars, premier décès à Chicago dû à la pandémie de Covid-19 ; le gouverneur de l'Illinois J. B. Pritzker et la maire de Chicago Lori Lightfoot émettent une ordonnance de confinement à domicile.
  - Population : 2 746 388 habitants[60].

- 2023 >
  - Le 4 avril, Brandon Johnson, membre du Parti démocrate, remporte les élections municipales de Chicago. Il succède le 15 mai 2023 à Lori Lightfoot en prenant ses fonctions de maire de la ville.